# Sainte-Jalle
Sainte-Jalle är en kommun i departementet Drôme i regionen Auvergne-Rhône-Alpes i sydöstra Frankrike. Kommunen ligger i kantonen Nyons som tillhör arrondissementet Nyons. År 2022 hade Sainte-Jalle 326 invånare.

## Befolkningsutveckling
Antalet invånare i kommunen Sainte-Jalle
Referens:INSEE